# حارة بيت ليث (صنعاء)
بيت ليث هي إحدى حارات حي سدس الروض بمدينة الروضة شمال العاصمة اليمنية "صنعاء"، بلغ تعداد سكانها 229 نسمة حسب تعداد اليمن لعام 2004.